# Remi Nadeau
Remi A. Nadeau (30 de agosto de 1920 - 6 de junho de 2016)  foi um historiador americano. Ele é bacharel pela Universidade de Stanford e PhD pela Universidade da Califórnia em Santa Bárbara.

## História
Nascido em Los Angeles, Remi Allen Nadeau era filho do falecido Marguerite e Remi E. Nadeau e o bisneto do "velho" Remi Nadeau da década de 1870 - conhecido como o "Rei dos Cargueiros do Deserto". Remi Allen era um a quinta geração californiana, um conhecido historiador e escritor, descendente de um dos pioneiros da Califórnia, marido devotado de sua esposa Margaret e pai de três filhos. Ele morreu na madrugada de 6 de junho em Santa Bárbara, Califórnia, de causas naturais aos 95 anos.
O grande bisavô de Remi A. Nadeau, Remi Nadeau, foi um dos primeiros emigrados franco-canadenses de Los Angeles. Em 1861, o "velho" Remi Nadeau estabeleceu o primeiro serviço de transporte de cargas em mulas para cruzar o Deserto de Mojave para servir áreas de mineração como Cerro Gordo e Calico. Depois que as ferrovias fecharam as empresas de transporte, Nadeau recorreu a outros empreendimentos na área de Los Angeles, incluindo uma refinaria de açúcar de beterraba e um hotel.
Remi frequentou a University High School em West Los Angeles e foi presidente da “liga de meninos” de sua escola, ao mesmo tempo em que se tornou um Eagle Scout. Como estudante universitário, Remi se formou em História Americana e Mundial na Universidade de Stanford e serviu como presidente da Theta Chi, sua fraternidade universitária. Ele recebeu seu Bacharel em Artes em 1942.
Remi entrou na Segunda Guerra Mundial como oficial comissionado da US Army Corp. através do ROTC. Ele serviu com o 320º Grupo de Bombardeiros, voando 23 missões de combate no Marauder B-26 como fotógrafo de reconhecimento, alternando bombardeiros e artilheiro de cauda. Além disso, ele atuou como um dos 320 funcionários de inteligência do grupo, o editor de jornal da equipe e um oficial de treinamento de artilharia. Ele viu ação no norte da África e no Mediterrâneo e também estava estacionado na Inglaterra e na Alemanha ocupada no pós-guerra. Ele completou seu serviço militar ao seu país em 1946, com o posto de Major.
Depois que ele voltou para casa após a guerra, ele conheceu o amor de sua vida, Margaret G. Smith de Santa Monica. Eles começaram um namoro e se casaram em junho de 1947 em Santa Monica, Califórnia.
Em 1946, ele completou seu primeiro manuscrito, que se tornou The City Makers publicado pela Doubleday. Este livro best-seller narrou as várias figuras históricas que construíram Los Angeles, incluindo o seu bisavô "velho" Remi Nadeau. O City Maker lançou a carreira de sucesso de Remi Allen como historiador da Califórnia. Ao longo de sua vida, Remi escreveu vários artigos e livretos sobre a história da Califórnia, o Grande Oeste e os eventos europeus do meio do século XX. Seus nove livros incluem: The City Makers, The Water Seekers, Los Angeles: From Mission to Modern City, California: The New Society, Ghost Towns & Mining Camps of California, The Real Joaquin Murrieta, Fort Laramie and the Sioux, Stalin Churchill & Roosevelt Divide Europe e The Silver Seekers.
A carreira de escritor profissional de Remi começou no The Santa Monica Outlook e no The San Diego Union como redator editorial. Mais tarde, tornou-se executivo nos departamentos de relações públicas de muitas corporações internacionais, como Atlantic Richfield, North American Aviation, Collins Radio, Rockwell International e Memorex. Além disso, ele foi apontado como assistente especial do Procurador Geral dos EUA, onde escreveu vários discursos para John Mitchell e Richard Kleindienst. Ele também escreveu várias declarações em nome do presidente Richard Nixon sobre as políticas e questões do DOJ.
Após a aposentadoria da vida corporativa em 1980, Remi ganhou um Doutoramento em Filosofia em História na Universidade da Califórnia em Santa Bárbara. Durante sua vida de aposentado, Remi era membro de organizações como The Westerner, The Santa Barbara Club, The Cosmopolitan Club e The Eastern California Historical Society, bem como The First Families of California. Ele e sua esposa Margaret gostavam de viajar pelo mundo - explorando muitos países que não são visitados pela maioria dos americanos. Frequentavam regularmente os cultos na Igreja Episcopal de Montecito de Todos os Santos.
Remi era subsistido por sua esposa de quase 69 anos — Margaret G. Nadeau — uma artista plein-air local premiado e seus três filhos queridos: Christine, Barbara e Bob. Aqueles que conheciam Remi o respeitavam não apenas como um homem de realizações e contribuições, mas também como um homem de integridade e princípios. Remi amava sua família que lhe parecia um exemplo de vida bem vivida.

## Publicações
- City Makers (1948)
- The Water Seekers (1950)
- Los Angeles: From Mission to Modern City (1960)
- Ghost Towns and Mining Camps of California (1965)

- California --- The New Society (1963)
- Fort Laramie and the Sioux Indians (1967)
- The Real Joaquin Murieta (1974)
- Stalin, Churchill and Roosevelt Divide Europe (1990)
- The Silver Seekers (2003)